# Somos Apaixonados
Somos Apaixonados é o oitavo álbum de estúdio da dupla sertaneja brasileira Chitãozinho & Xororó. Foi lançado em 1982 pela Copacabana. A canção "Fio de Cabelo", composta por Marciano e Darci Rossi, foi sucesso em 1983.  O álbum vendeu 1,5 milhão de cópias.

## Faixas
| N.º | Título                            | Compositor(es)                        | Duração |  |
| 1.  | "Somos Apaixonados"               | Chitãozinho / Darci Rossi             | 2:52    |  |
| 2.  | "Fio de Cabelo"                   | Marciano / Darci Rossi                | 2:55    |  |
| 3.  | "Ela Fez a Minha Cabeça"          | José Homero / Constantino Mendes      | 2:52    |  |
| 4.  | "Casa de Pecados"                 | Xororó / Darci Rossi                  | 4:23    |  |
| 5.  | "Quem É Você"                     | Nelson Ned                            | 3:03    |  |
| 6.  | "Explosão de Amor"                | Jack                                  | 2:05    |  |
| 7.  | "Chama de Amor"                   | Jack / Cleide                         | 3:13    |  |
| 8.  | "Debaixo do Cobertor"             | José Russo / Chrisóstomo              | 3:05    |  |
| 9.  | "Uma Noite Especial"              | Xororó / Jack                         | 3:18    |  |
| 10. | "Eu Quero É Amor"                 | Chitãozinho / Darci Rossi             | 2:41    |  |
| 11. | "Moço Pobre"                      | Constantino Mendes / Cláudio Balestro | 2:36    |  |
| 12. | "Obras de Poeta (Os Passarinhos)" | Vital / Chico Lau                     | 3:47    |  |